# Campionatul Mondial de Atletism din 2017 - Aruncarea ciocanului (masculin)
Proba masculină de aruncarea ciocanului de la Campionatul Mondial de Atletism din 2017 a avut loc pe Stadionul Olimpic pe 9 și 11 august.

## Baremul de calificare
Pentru calificare automată în finală un sportiv trebuia să arunce ciocanul la o distanță de 76 de metri.

## Rezultate

### Calificări
Calificările a avut loc pe 9 august, sportivii fiind împărțiți în două grupe, cu Grupa A începând la ora 19:22 și Grupa B la ora 20:50. Sportivii care au atins baremul de calificare de 75,50 de metri ( C ), sau cei mai buni 12 sportivi ( c ) s-au calificat pentru finala. Rezultatele globale au fost următoarele: 
| Loc | Grupa | Nume                   | Naționalitate              | Rundă | Rundă | Rundă | Lungime | Note |
| Loc | Grupa | Nume                   | Naționalitate              | 1     | 2     | 3     | Lungime | Note |
| --- | ----- | ---------------------- | -------------------------- | ----- | ----- | ----- | ------- | ---- |
| 1   | B     | Wojciech Nowicki       | Polonia                    | 76,85 |       |       | 76,85   | (C)  |
| 2   | A     | Paweł Fajdek           | Polonia                    | 71,43 | 76,82 |       | 76,82   | (C)  |
| 3   | A     | Quentin Bigot          | Franța                     | 76,11 |       |       | 76,11   | (C)  |
| 4   | A     | Pavel Bareisha         | Belarus                    | x     | 74,07 | 75,98 | 75,98   | (C)  |
| 5   | A     | Bence Halász           | Ungaria                    | 75,56 |       |       | 75,56   | (C)  |
| 6   | A     | Dilshod Nazarov        | Tadjikistan                | x     | 75,54 |       | 75,54   | (C)  |
| 7   | A     | Nick Miller            | Regatul Unit               | 75,52 |       |       | 75,52   | (C)  |
| 8   | A     | Aleksei Sokirskiy      | ANA                        | 75,50 |       |       | 75,50   | (C)  |
| 9   | B     | Serghei Marghiev       | Republica Moldova          | 75,18 | 73,41 | 74,96 | 75,18   | (c)  |
| 10  | B     | Valeriy Pronkin        | ANA                        | 74,11 | 73,75 | 75,09 | 75,09   | (c)  |
| 11  | A     | Özkan Baltacı          | Turcia                     | 74,69 | 74,16 | 74,46 | 74,69   | (c)  |
| 12  | A     | Marco Lingua           | Italia                     | 74,41 | x     | x     | 74,41   | (c)  |
| 13  | B     | Marcel Lomnický        | Slovacia                   | 74,26 | 73,35 | x     | 74,26   |      |
| 14  | B     | Krisztián Pars         | Ungaria                    | 74,08 | x     | 73,36 | 74,08   |      |
| 15  | A     | David Söderberg        | Finlanda                   | 73,76 | x     | x     | 73,76   |      |
| 16  | B     | Eșref Apak             | Turcia                     | 73,55 | x     | x     | 73,55   |      |
| 17  | A     | Serghei Litvinov       | ANA                        | 73,32 | 73,48 | 73,36 | 73,48   |      |
| 18  | B     | Zakhar Makhrosenka     | Belarus                    | x     | 72,58 | x     | 72,58   |      |
| 19  | A     | Allan Wolski           | Brazilia                   | x     | x     | 72,51 | 72,51   |      |
| 20  | B     | Alex Young             | Statele Unite ale Americii | x     | 72,07 | 70,93 | 72,07   |      |
| 21  | B     | Chris Bennett          | Regatul Unit               | x     | 72,05 | 69,12 | 72,05   |      |
| 22  | B     | Siarhei Kalamoyets     | Belarus                    | 71,90 | 68,97 | x     | 71,90   |      |
| 23  | B     | Ashraf Amgad Elseify   | Qatar                      | 71,87 | x     | 71,00 | 71,87   |      |
| 24  | B     | Wagner Domingos        | Brazilia                   | x     | 69,59 | 71,69 | 71,69   |      |
| 25  | A     | Serhii Reheda          | Ucraina                    | 70,03 | 71,10 | 71,53 | 71,53   |      |
| 26  | B     | Diego del Real         | Mexic                      | 68,10 | 70,72 | 71,29 | 71,29   |      |
| 27  | A     | Hilmar Örn Jónsson     | Islanda                    | 71,12 | x     | x     | 71,12   |      |
| 28  | B     | Mihail Anastasakis     | Grecia                     | 70,94 | 70,93 | 69,95 | 70,94   |      |
| 29  | A     | Mohamed Mahmoud Hassan | Egipt                      | x     | x     | 69,92 | 69,92   |      |
| 30  | B     | Simone Falloni         | Italia                     | x     | 69,90 | x     | 69,90   |      |
| 31  | A     | Rudy Winkler           | Statele Unite ale Americii | 68,77 | x     | 68,88 | 68,88   |      |
| 32  | B     | Kibwé Johnson          | Statele Unite ale Americii | 68,86 | x     | 68,81 | 68,86   |      |

### Finala
Finala a avut loc pe 11 august și s-au înregistrat următoarele rezultate:
| Loc | Nume              | Naționalitate     | Rundă | Rundă | Rundă | Rundă | Rundă | Rundă | Lungime | Note |
| Loc | Nume              | Naționalitate     | 1     | 2     | 3     | 4     | 5     | 6     | Lungime | Note |
| --- | ----------------- | ----------------- | ----- | ----- | ----- | ----- | ----- | ----- | ------- | ---- |
| 1   | Paweł Fajdek      | Polonia           | x     | 77,09 | 79,73 | 79,81 | 79,40 | x     | 79,81   |      |
| 2   | Valeriy Pronkin   | ANA               | 77,00 | 77,20 | 75,71 | 76,25 | 77,98 | 78,16 | 78,16   |      |
| 3   | Wojciech Nowicki  | Polonia           | 76,36 | 76,54 | 78,03 | 76,19 | x     | x     | 78,03   |      |
| 4   | Quentin Bigot     | Franța            | 77,05 | 76,26 | 77,46 | 77,67 | x     | 76,87 | 77,67   |      |
| 5   | Aleksei Sokirskiy | ANA               | 76,22 | 77,50 | 77,15 | x     | x     | x     | 77,50   | (SB) |
| 6   | Nick Miller       | Regatul Unit      | x     | 75,78 | 77,31 | x     | 76,16 | x     | 77,31   |      |
| 7   | Dilshod Nazarov   | Tadjikistan       | 76,33 | 77,22 | 75,36 | 76,01 | 77,14 | 74,91 | 77,22   |      |
| 8   | Serghei Marghiev  | Republica Moldova | 75,40 | 75,87 | 75,80 | 75,85 | 74,57 | x     | 75,87   |      |
| 9   | Pavel Bareisha    | Belarus           | 74,35 | 75,86 | x     |       |       |       | 75,86   |      |
| 10  | Marco Lingua      | Italia            | 69,64 | 75,13 | x     |       |       |       | 75,13   |      |
| 11  | Bence Halász      | Ungaria           | 70,89 | x     | 74,45 |       |       |       | 74,45   |      |
| 12  | Özkan Baltacı     | Turcia            | 73,17 | 72,90 | 74,39 |       |       |       | 74.39   |      |

## Legendă
RA Record african | AM Record american | AS Record asiatic | RE Record european | OCRecord oceanic | RO Record olimpic | RM Record mondial | RN Record național | SA Record sud-american | RC Record al competiției | DNF Nu a terminat | DNS Nu a luat startul | DS Descalificare | EL Cea mai bună performanță europeană a anului | PB Record personal | SB Cea mai bună performanță a sezonului | WL Cea mai bună performanță mondială a anului